# Герб Рослякова
Посёлок городского типа Росляково образован в 1959 году.

## Описание герба
Описание: «Герб представляет собой французский геральдический щит с голубой волнообразной оконечностью, в центральной части щита перекрещённые золотые якорь и гаечный ключ. В вольной части щита, в голубом поле золотое северное сияние и рыба».
Описание символики: гаечный ключ и якорь символизируют основную промышленность, развитую в посёлке, — судоремонтную.
Герб утверждён 25 декабря 1990 года решение Росляковского поселкового советам № 5.
Автор герба: Александр Борисович Хрусталёв (Москва).

## История герба
Первоначально герб посёлка имел следующее описание: «Герб представляет собой щит, разделённый вертикально на две равные части — голубую и красную. В центральной части щита — перекрещённые серебряный гаечный ключ и золотой якорь — символизирующие основную промышленность развитую в посёлке — судоремонтную. Синяя волнообразная оконечность щита говорит о том, что посёлок стоит на берегу Кольского залива. Окраска щита символизирует цвета Государственного флага РСФСР. В вольной части щита, в синем поле, изображены северное сияние и рыба — элементы герба города Мурманска, означающие, что посёлок Росляково расположен в Мурманской области».
В 1991 году по рекомендации геральдической комиссии ВОКФ были внесены изменения в герб посёлка Росляково. Основное поле щита решено было оставить красным, а не делить на красную и голубую части. Синий цвет полей вольной части и оконечности был заменён на лазуревый (голубой), серебряный цвет гаечного ключа поменялся на золотой. Именно в таком виде и был выпущен сувенирный знак с изображением герба посёлка Росляково.
Вольная часть герба Росляково, предложенная А. Хрусталёвым, впервые была использована в земельной геральдике Мурманской области с целью стать неотъемлемым атрибутом вновь создаваемых гербов, но как показало время этого не произошло.